# De Groote Club

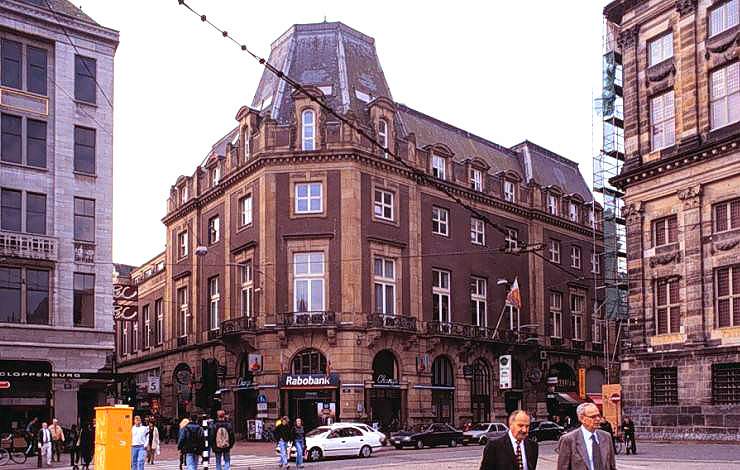
Het clubhuis op de hoek van de Kalverstraat waarin tot 1976 De Groote Club was gevestigd

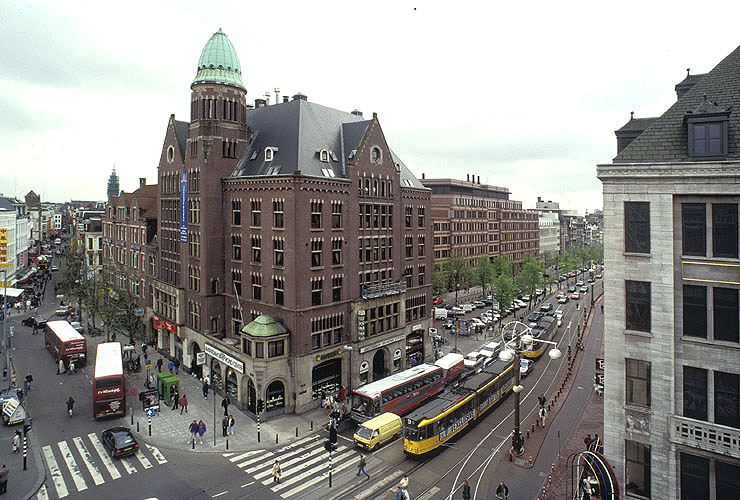
Gebouw Industria, het clubhuis van de Koninklijke Industrieele Groote Club

De Groote Club was een herensociëteit aan de Dam in Amsterdam van 1872 tot 1976. Op 1 januari 1976 ging de club een fusie aan met de Industrieele Club, die in 1913 was opgericht, en tezamen vormden ze De Industrieele Groote Club, sinds 2013 Koninklijke Industrieele Groote Club geheten. In 2022 voegde de Amstel Club zich bij de De Industrieele Groote Club.

## Geschiedenis
In 1788 werd een leesgezelschap in Amsterdam opgericht met de naam Doctrina et Amicitia. De leden waren patriotten, veelal afkomstig uit de Amsterdamse koopmannen-, rechters-, notarissen- en ambtenarenwereld. Als politiek gezelschap mochten zij geen bijeenkomsten houden maar als leesgezelschap kwamen zij regelmatig bijeen. Doctrina et Amicitia had een grote bibliotheek met 8.000 titels, waarvan een groot deel bewaard is gebleven.
In 1872 werd in het gebouw ernaast de Sociëteit de Groote Club opgericht en in 1922 fuseerde Doctrina et Amicitia met de Groote Club, waarna de naam Sociëteit De Groote Club Doctrina et Amicitia gebruikt werd.
In 1937 werd prins Bernhard erelid.

### Dam 16
De Groote Club liet door architecten Theodoor Gerard Schill en D.H. Haverkamp in 1912 op de hoek van de Dam en de Kalverstraat tekeningen voor een mooi clubgebouw maken. De eerste tekeningen werden afgekeurd door de Dam-Raadhuiscommissie, maar in 1914 was het gebouw, Dam 16, klaar. Beide architecten hadden gewerkt op het bureau van P.J.H. Cuypers tijdens de bouw van het Rijksmuseum. Het clubgebouw werd een rijksmonument. De kelder was van beton, in het dak was een daglicht met glas in lood.

### Oorlogsjaren
Tijdens de Tweede Wereldoorlog werd het gebouw door de Duitse Marine in beslag genomen. Zij verkochten het gebouw aan De Nederlanden van 1845. Mondeling werd toegezegd dat de club het gebouw na de oorlog zou kunnen terugkopen.

#### Schietpartij 7 mei 1945
Op 7 mei 1945 verzamelden Amsterdammers zich op de Dam om de Canadese bevrijders te onthalen. Om 13.00 uur kwamen Engelsen de Dam oprijden, een infanteriedivisie in vier lichte pantserwagens en zes bren-carriers. Zij werden warm onthaald en verdwenen weer. Om 15.00 uur barstte de hel los; de Duitse Marine opende plotseling een schietpartij vanaf de balkons van De Groote Club. Er vielen ten minste 32 doden en 100 tot 120 gewonden.

### Na de oorlog
Na de oorlog bleek de club het gebouw niet te kunnen terugkopen, waarna zij het pand tot en met 1975 huurde. Op 1 januari 1976 was de fusie met de Industrieele Club, die in 1913 was opgericht, een feit. Na deze fusie werd vanaf 1 januari 1976 de naam De Industrieele Groote Club en het pand aan de Dam 27 te Amsterdam gebruikt.